# Шилла, Илиасу
Илиасу Шилла Алхасан (англ. Illiasu Shilla Alhassan; род. 26 октября 1982, Тема, Гана) — ганский футболист, защитник. Выступал за сборную Ганы.

## Клубная карьера
Начал заниматься футболом с 7 лет в академии города Тамале. Профессиональная карьера игрока началась в 2002 году в клубе «Кинг Фейсал Бэйбс», выступающем в высшей лиге Ганы, а затем перешёл в «Асанте Котоко», в составе которого завоевал титул чемпиона страны.
После выступлений на чемпионате мира 2006 в Германии, в услугах игрока были заинтересованы многие европейские клубы, среди которых значились английские «Арсенал», «Блэкберн», французский «Лион» и греческий «Олимпиакос». Пройдя медосмотр в клубах Шилла меж тем оказался в России.
Наиболее выгодные условия предложил раменский «Сатурн», куда переехал в 2006 году. Вплоть до 2008 года выступал за «Сатурн». В 2008 году получив тяжелую травму, отправился в Германию, на операцию. Восстанавливание прошло на родине в Гане, куда он переехал после оперирования. Позже поступило предложение от клуба высшей лиги Ганы «Реал Тамале Юнайтед».
В начале 2011 года подписал контракт с клубом. Отыграв полсезона, по совету своего агента, в летнее трансферное окно перешёл в дилижанский «Импульс», заключив контракт рассчитанный до конца сезона.

## Статистика выступлений
Данные на 12 декабря 2012 года
| Клуб             | Сезон            | Чемпионат | Чемпионат | Кубки | Кубки | Еврокубки | Еврокубки | Всего | Всего |
| Клуб             | Сезон            | Матчи     | Голы      | Матчи | Голы  | Матчи     | Голы      | Матчи | Голы  |
| ---------------- | ---------------- | --------- | --------- | ----- | ----- | --------- | --------- | ----- | ----- |
| Импульс          | 2011             | 13        | 1         | 2     | 0     | 0         | 0         | 15    | 1     |
| Импульс          | 2012/13          | 30        | 0         | 2     | 0     | 0         | 0         | 32    | 0     |
| Всего            | Всего            | 43        | 1         | 4     | 0     | 0         | 0         | 47    | 1     |
| Всего за карьеру | Всего за карьеру | 43        | 1         | 4     | 0     | 0         | 0         | 47    | 1     |

## Карьера в сборной
В период выступлений за «Асанте Котоко» был впервые приглашён в состав сборной Ганы. На тот момент сборной руководил сербский специалист Ратомир Дуйкович. Дебютировал за сборную в поединке розыгрыша Кубка Африки-2006 с национальной командой Зимбабве. Игра Шиллы убедила Дуйковича взять его на чемпионат мира 2006 года в Германию. Памятным матчем для футболиста стал матч со сборной Чехии, в котором Гана победила со счетом — 2:0.

## Достижения
- «Асанте Котоко»
  - Чемпион Ганы: 2005
  - Серебряный призёр чемпионата Ганы: 2004/05
  - Бронзовый призёр чемпионата Ганы: 2000, 2003
- «Импульс»
  - Финалист Кубка Армении: 2011/12
- Гана
  - Бронзовый призёр Кубка африканских наций: 2008

## Личная жизнь
Женат, имеет двоих детей. Также есть две сестры и два брата. Старший брат занимается футболом и сейчас выступает в клубе «Реал Тамале Юнайтед».
Владеет английским и русским языками.

## Интересы и увлечения
Любимый чемпионат — испанская Примера, команда — лондонский «Арсенал», футболист — камерунец Самюэль Это’о, тренер — Жозе Моуриньо, сборная — Испании.
Любит слушать песни Селин Дион, заниматься компьютером, смотреть по телевизору канал CNN, вкусно поесть, играть в настольный теннис.